# بخش واشینگتن (شهرستان هایلند، اوهایو)
بخش واشینگتن (به انگلیسی: Washington Township) یک منطقهٔ مسکونی در ایالات متحده آمریکا است که در شهرستان هایلند، اوهایو واقع شده‌است.
 بخش واشینگتن ۶۳٫۳۱ کیلومتر مربع مساحت و ۱٬۱۲۳ نفر جمعیت دارد و ۳۲۴ متر بالاتر از سطح دریا واقع شده‌است.